# 石良镇
石良镇，是中华人民共和国山東省烟台市龙口市下辖的一个乡镇级行政单位。在龙口市东南部，东接蓬莱市。相传东魏时曾准备在此建城，称湿土一把，只有十两，不足十六两(即1斤)，改村名为十两。因此处设集市，又称十两集，后演变为石良集。黄水河、黄城集河、东营河、平里河流经该镇。产小麦、玉米、大豆、高粱、花生、甘薯、苹果、大梨、柿子、山楂等。有玛钢厂、针织厂、罐头厂等和防腐蚀安装公司和建筑公司。蓬水公路过境。

## 沿革
明洪武年间，徐姓迁来居住，取名徐家集。后演变为石良集。1949年隶石良区，1953年属十二区和十三区，1956年仍称石良区。1957年属石良乡和黄城集乡。1958年以驻地石良集成立石良集公社，1959年改为石良公社。1984年置镇。2000年丰仪镇并入。

## 行政区划
石良镇下辖以下地区：
石良集村、黄城集村、城西头村、荷花朱家村、老师店村、大金家村、小金家村、韩庄村、下吴家村、东方水吴家村、东方水刘家村、东方水马家村、东方水郭家村、东方水孙家村、古磨张家村、任家沟村、火山逄家村、木根徐家村、平里院村、赵家庄村、山后柳家村、山后孙家村、山后曹家村、尹村、关李家村、东庄头村、上王村、东埠村、西埠村、下河头村、筐柳村、鲁家庄村、集前刘家村、山西头村、修家村、东营周家村、东营曹家村、集前赵家村、庵下吴家村、前柳家村、后柳家村、东竹园村、黄城阳村、土口村、船止沟村、枣林村、慕院夼村、曲家沟村、炉房村、耿家村、大慕家村、台上村、丰仪店村、鲁家沟村、小吕家村、馒头石大吕家村、石山赵家村、谭家村、丰仪炉村、下刘家村、高家村、上刘家村、王家沟村、枣曲村、枣李村、水夼村和后曲家村。

## 名胜
有鲁家沟新石器时代遗址、东庄头西周古墓群、黄城集秦代古城址。